# この地球が果てるまで
「この地球が果てるまで」（このほしがはてるまで）は、佳苗のデビューシングル。1996年11月11日にSony Recordsから発売された。

## 概要
- 第75回全国高等学校サッカー選手権大会のイメージソングとして使用された[3]。佳苗自身も大会のメインキャラクターとして登場した[3]。
- オリコン週間シングルランキングでは最高30位にランクインし、10回の登場回数を記録した[1]。

## 収録曲
（全作詞：牧穂エミ、作曲・編曲：春畑道哉）
1. この地球が果てるまで [4:20]
  - 第75回全国高等学校サッカー選手権大会イメージソング[3]
2. またいつか逢えたなら [4:45]
3. この地球が果てるまで（original karaoke） [4:20]
4. またいつか逢えたなら（original karaoke） [4:45]

## 収録アルバム
| 曲名                 | 収録アルバム                                                                         | 発売日         | 規格品番  |
| -------------------- | ------------------------------------------------------------------------------------ | -------------- | --------- |
| この地球が果てるまで | 『I MISS YOU '98』                                                                   | 1998年1月21日  | SRCL-4185 |
| この地球が果てるまで | 『Kanae 〜Realize〜』                                                                | 1998年12月2日  | SRCL-4430 |
| この地球が果てるまで | 『Golden Age 〜黄金世代〜 全国高校サッカー選手権大会イメージソングコンピレーション』 | 2003年12月17日 | KSCL-634  |
| またいつか逢えたなら | 『Kanae 〜Realize〜』                                                                | 1998年12月2日  | SRCL-4430 |